# Gladiolus dubius
Gladiolus dubius là một loài thực vật có hoa trong họ Diên vĩ. Loài này được Guss. miêu tả khoa học đầu tiên năm 1832.